# 会津慶山焼
会津慶山焼（あいづけいざんやき）は、福島県会津若松市で焼かれる陶器である。文禄元年、当時の藩主であった蒲生氏郷が、若松城の前身である黒川城に屋根瓦をふく際に、唐津から陶工を招いて焼かせたのが始まりといわれる。近代に入り、渡部久吉によって、らい鉢、丼鉢、植木鉢、茶器などの日常生活に欠かせない焼き物全般が作られた。
戦後まもなくに一度途絶えた。現在の会津慶山焼は、1974年に窯元「香山」（現在は“やま陶”）が復興させたものである。復興後はもっぱら湯呑みや茶器・花器などを焼いているが、観光地でもあるために土産物も多い。昔ながらの手ひねりや灰釉などの伝統的な製法・技法は堅持しながらも、ビールジョッキ、コーヒーカップなど感覚の新しい作品も数多く作っている。
平成9年3月31日に福島県から県の伝統的工芸品に指定されている。